# آدام گئورگ فون آگته
آدام گئورگ فون آگته (۱۲ اوت ۱۷۷۷ - ۲۶ اوت ۱۸۲۶) یک ژنرال در ارتش امپراتوری روسیه در طول جنگ های ناپلئونی بود . او همچنین با نام روسی اش ایگور آندریویچ آخته ( روسی: Егор Андреевич Ахте).

## زندگینامه
او در یک خانواده نجیب‌زاده از آلمانی‌های بالتیک به دنیا آمد. او در سال ۱۷۹۶ به درجه ستوان ارتقا یافت. او در سال ۱۸۰۵ در نبرد آسترلیتز جنگید و مدالی برای تمایز دریافت کرد و بین سال‌های ۱۸۰۶ و ۱۸۱۱ در جنگ روسیه و عثمانی شرکت کرد. او در ۱۰ مارس ۱۸۱۲ نشان درجه ۴ سنت جورج را برای دستگیری باتینا  دریافت کرد و همچنین در نبرد بورودینو جنگید.  او پس از نبرد لایپزیگ در سال ۱۸۱۳ به درجه سرلشکری ارتقا یافت، اما در ۱۵ آوریل ۱۸۱۶ به دلیل جراحات متعدد از ارتش خارج شد.

## همچنین ببینید
- فهرست فرماندهان روسی در جنگ میهنی ۱۸۱۲